# Bemegride
La bemegride (conosciuta anche come metetarimide, megemide, NP13 o ββ-metiletilglutarimide) è uno stimolante del sistema nervoso centrale (SNC), chimicamente correlato a glutetimide e leptazolo. È un analettico respiratorio con azioni simili a quelle della niketamide ed un antagonista non specifico per l'avvelenamento da barbiturici. Negli anni '80 a partire da bemegride sono stati sintetizzati dei nuovi composti dotati della capacità di ridurre, in animali da esperimento, la durata del sonno indotto da pentobarbitone.

## Chimica
Il composto si presenta come una polvere cristallina, incolore, parzialmente solubile in acqua ed in acetone.

## Farmacodinamica
Gli effetti del farmaco, somministrato per endovenosa, sono di breve durata (nell'ordine di 10-20 minuti). Per questo motivo nell'avvelenamento da barbiturici è necessario ricorrere ad un'infusione endovenosa continua, alla velocità di 3 ml/min (1 goccia/secondo) o più, per ripristinare e mantenere un'adeguata respirazione e riflessi, come ad esempio il riflesso laringeo, faringeo o corneale. 
La respirazione può essere ripristinata anche nei soggetti già in apnea. 
L'infusione deve essere continuata fino a quando il barbiturico non è stato completamente eliminato dall'organismo, poiché l'eliminazione del barbiturico non è accelerata dal composto, il quale tuttavia produce degli effetti specifici sui cambiamenti elettroencefalografici indotti dai barbiturici.

## Farmacocinetica
Bemegride a seguito di somministrazione per via endovenosa si distribuisce rapidamente nei tessuti biologici, in particolare nel muscolo, nel cervello e nel tessuto adiposo. La molecola oltrepassa la barriera ematoencefalica diffondendo nel liquido cerebrospinale. Si diffonde anche nell'umor acqueo ed oltrepassa la barriera placentare. Approssimativamente entro 24 ore il 70% di una dose infusa viene eliminata dall'organismo prevalentemente attraverso l'emuntorio renale come farmaco immodificato, ed in misura minore tramite la bile e le feci.

## Tossicologia
Studi sperimentali nel topo e nel ratto hanno permesso di identificare valori di DL50 rispettivamente pari a 18,8 e 17 mg/kg peso corporeo, dopo somministrazione endovenosa.

## Usi clinici
La bemegride trova impiego come stimolante del sistema nervoso centrale (SNC) e come analettico nell'avvelenamento da barbiturici, associato spesso all'amifenazolo per le sue proprietà di stimolante respiratorio.
È stata anche utilizzata in altre intossicazioni e stati di coma dovuti a sedativi non barbiturici, come il primidone e la glutetimide.

## Effetti collaterali e indesiderati
Come altri analettici bemegride può produrre effetti avversi correlati all'azione di stimolazione del sistema nervoso centrale. 
In particolare il composto può causare vomito, spasmi muscolari, dispnea, laringospasmo e broncospasmo, ipotensione arteriosa. 
A dosi elevate può provocare convulsioni, e questo effetto avverso si verifica con facilità quando la bemegride viene somministrata nell'avvelenamento da barbiturici.
Sono state riferite anche confusione mentale, delirio, allucinazioni visive ed altri sintomi tipici delle psicosi, in particolare in un arco di tempo che va da uno a quattro giorni dopo il risveglio dal coma e torpore da barbiturici. Questi sintomi tendono a scomparire anche senza ricorrere a farmaci, in genere entro una settimana, ma la somministrazione di clorpromazina può essere d'aiuto nell'abbreviare questo periodo e rendere la sintomatologia meno acuta.

## Dosi terapeutiche
Nell'adulto si somministrano da 25 a 50 mg per via endovenosa. 
Per la somministrazione endovenosa si adopera una soluzione sterile allo 0,5% che viene diluita in soluzione fisiologica. 
Poiché in genere vengono somministrati volumi considerevoli della suddetta soluzione, non si deve aggiungere alcuna sostanza battericida.